# La vacanza (romanzo)
La vacanza è il romanzo d'esordio di Dacia Maraini, scritto tra il 1960 e il 1961, quando l'autrice è una giovane sposa, di circa ventitré anni. Con il marito Lucio Pozzi, studente d'architettura e promettente pittore, condivide a Roma una vita di Bohème, insieme ad amici pittori e intellettuali; alcuni di loro più tardi formeranno l'avanguardia del Gruppo '63 .

## Genesi editoriale
Dacia Maraini aveva già pubblicato alcuni racconti e realizzato, insieme ad alcune amiche, una rivista di letteratura dal titolo Tempo di letteratura; inizia a lavorare a La vacanza, pensando di scrivere un racconto, ma via via la narrazione prende una piega più ampia .

Invia il dattiloscritto per posta a numerosi editori, molti dei quali non rispondono, altri si limitano a dire "opera interessante, ma non rientra per il momento nei nostri programmi editoriali". 
(Dacia Maraini ricorda, in La vacanza: il tempo, la società. Introduzione a La vacanza, Bompiani editore, 1976, Milano)
Solo la casa editrice Lerici risponde e si rende disponibile alla pubblicazione, ma pone una condizione: che Alberto Moravia ne scriva la presentazione .
Lo scrittore, amico della famiglia Maraini, accetta e scrive una presentazione in forma di lettera: 
(La prefazione di Moravia. La vacanza, Bompiani editore, 1976, Milano)

e ancora:
(La prefazione di Moravia. La vacanza, Bompiani editore, 1976, Milano)
La presentazione di Moravia aiuta a vendere il libro, ma per l'autrice è fonte di discredito; per tutti i critici la situazione è chiara: una giovane ragazza pubblica, vende e fa carriera perché spinta da Moravia. Non si sente presa sul serio, ritiene che nessuno intraveda in lei un talento, una personalità .
Il libro avrà in breve quattro edizioni consecutive nel 1962.

## Trama
Il tema, approfondito anche nel romanzo successivo , è la gioventù nella fase dell'adolescenza.
L'io narrante è Anna, una quattordicenne che esce dall'odiato collegio di suore, insieme al fratello più piccolo Giovanni, per trascorrere le vacanze estive in famiglia. Il luogo è un piccolo paese marino vicino a Roma dove il padre e la sua giovane compagna si sono rifugiati per sfuggire ai bombardamenti. La narrazione occupa un arco temporale che va da giugno a ottobre 1943; finisce quando i ragazzi rientrano in collegio.
La storia è accompaganta dal rombi degli aerei degli Alleati, che sorvolano il litorale romano per andare a bombardare.
Al vicino Bagno Savoia, Anna conosce ragazzi, uomini maturi e vecchi; li subisce e li provoca, attraverso loro cerca di scoprire i turbamenti del corpo, di capire la propria femminilità non ancora pienamente espressa; intanto spia e invidia quella della compagna del padre.
La sua mente è pervasa dall'eros, con cui guarda e tenta di decifrare il decadente mondo che la circonda. Non le pesa essere guardata; si spoglia dietro richiesta, senza apparenti emozioni e sentimenti, di fronte a uomini inebetiti e squallidi, affacciandosi così all'età adulta attraverso esperienze sessuali di donna-oggetto.
Il coetaneo Armando, prima di partire con le truppe di Salò, cerca più volte con lei momenti di intimità; le sue contorsioni, i suoi spasimi, lasciano Anna fredda e distaccata. Fuggevoli incontri in spiaggia con bulletti di periferia sono vissuti con la rapidità e l'urgenza di chi deve riempire quel lembo di libertà prima del rientro in collegio. Nel tentativo di cogliere la chiave di lettura dell'amore, nella squallida povertà della periferia romana, Anna e suo fratello entrano in contatto anche con situazioni di pedofilia. Scanno, un vecchio dottore, manifesta un'intensa attrazione per il suo corpo: la desidera, la bacia, lei gli offre la sua nudità, restando arida, passiva; l'uomo osa solo toccarle i seni e subito si contrae con un'espressione mista di dolore e di piacere; poi le offre dei soldi, che lei accetta.
Anna si chiede se quello è l'amore.
La sola risposta che trova è un grande senso di straniamento e vuoto,

## Edizioni
- Dacia Maraini, La vacanza, prefazione di Alberto Moravia, Milano, Lerici, 1962.
- Dacia Maraini, La vacanza, Milano, Bompiani, 1976.
- Dacia Maraini, La vacanza, Torino, Einaudi, 1998.
- Dacia Maraini, La vacanza, Milano, CDE, 1998.
- Dacia Maraini, La vacanza, Milano, Euroclub, 1999.